# Hladká svalovina

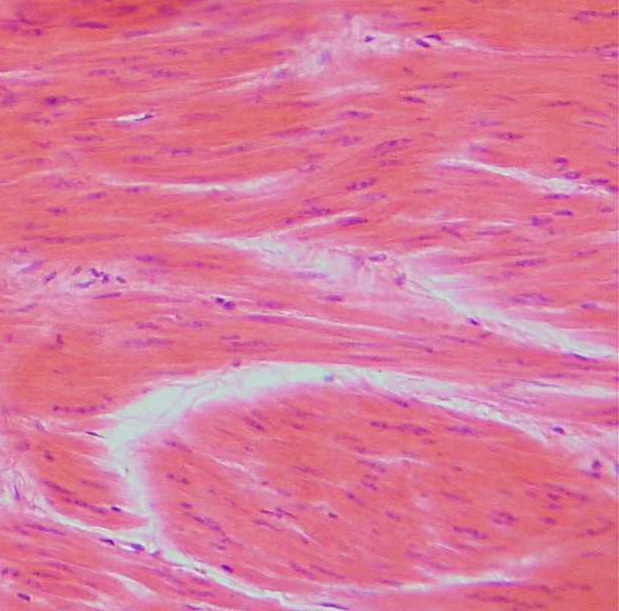
Hladká svalovina

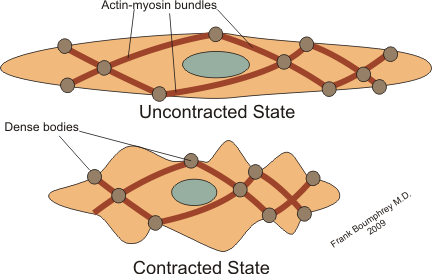
Mechanismus stahu

Hladká svalovina (též útrobní svalovina) je jeden ze základních typů svaloviny. Skládá se z vřetenovitých buněk a nedokážeme jí ovládat vůlí. Její činnost je pomalá a řídí ji vegetativní soustava, neboli autonomní nervy, spolu s hormony. Je vyvinuta u bezobratlých i obratlovců.

## Výskyt
Hladká svalovina u člověka tvoří stěny většiny orgánů (zejména těch dutých, tzn. např. žaludek, tlusté střevo, tenké střevo), ale třeba také střední svalovou vrstvu cévní stěny (tunica media). Hladké svaly se vyskytují i v kůži nebo např. v prostatě, děloze, močovodu či v oku.

## Struktura
Základní jednotkou hladkého svalstva je vřetenovitá svalová buňka (tedy myocyt) o délce asi (15-)20–500 mikrometrů a šířce asi 5 mikrometrů. Na obou pólech mohou být buď zašpičatělé, nebo různě roztřepené a rozeklané. Tyto buňky obsahují uprostřed buněčné jádro, zatímco ostatní organely jsou nahloučeny spíše na obou pólech. Na povrchu je bazální lamina a kolem buněk také retikulární vlákna. V buňkách probíhá nejen pravidelná kontrakce, ale i poměrně intenzivní syntéza kolagenu, elastinu a proteoglykanů.

## Embryogeneze
V rámci lidského embryonálního vývoje se vyvíjí i hladká svalovina, a to z mezodermu splanchnopleury kolem trávicí trubice. Takto vzniká vrstva hladké svaloviny kolem trávicí a dýchací soustavy. Co se týče svaloviny v cévách, ta vzniká z mezenchymálních buněk roztroušených po těle. Jinak vzniká hladká svalovina duhovky, a to z ektodermu budoucího oka.